# Renata Silveira
Renata Silveira (Rio de Janeiro, 16 de novembro de 1989) é uma jornalista, locutora esportiva e apresentadora de televisão brasileira. Alcançou notoriedade em sua carreira por se tornar a primeira mulher narradora esportiva do Grupo Globo. Realiza transmissões esportivas nos canais SporTV e TV Globo.

## Biografia

### Carreira
Renata é formada em Educação Física e possui pós-graduação em Jornalismo Esportivo e atua como narradora desde 2014, quando teve a oportunidade de narrar duas partidas da Copa do Mundo FIFA de 2014 realizada no Brasil. As transmissões foram feitas através da Rádio Globo. Renata havia vencido um concurso de narração realizado pela Rádio Globo; e ela narrou a partida entre Uruguai e Costa Rica e na ausência de um dos narradores da rádio, Silveira também obteve a oportunidade de narrar o jogo entre Croácia e México. Após essa oportunidade, Renata não teve outros trabalhos sendo locutora.

#### Período na Fox Sports
Em 2018, ela foi selecionada diante de mais de 300 candidatas para participar do programa Narra quem sabe exibido pelo canal Fox Sports Brasil. Entre a mais de trezentas candidatas, seis foram selecionadas, porém, apenas três foram escolhidas para receber o treinamento e narras da Seleção Brasileira de Futebol na Copa 2014.. Renata foi efetivada pela Fox Sports Brasil em setembro de 2018 e seu jogo de estreia foi uma partida do Campeonato Argentino de Futebol diante do clássico entre River Plate X Boca Juniors. Ainda pela Fox Sports Brasil, Renata, narrou jogos de diversos campeonatos; e se tornou a primeira narradora a narrar uma final da Copa Libertadores da América em 2018.
Em 2018, ainda trabalhando pela Fox Sports Brasil, Renata transmitiu a Copa do Mundo FIFA de 2018 realizada na Rússia e ao lado de Manuela Avena e Isabelly Morais, formaram junta a primeira equipe de narradoras femininas a narrar uma Copa do Mundo no Brasil.

#### Ida para o Grupo Globo
Em dezembro de 2020, o Grupo Globo anunciou a contração de Renata Silveira. Com isso, Silveira se tornou a primeira narradora de futebol do Grupo Globo. Seu primeiro foi o jogo narrado no Grupo Globo, foi pelo canal SporTV e partida entre  Moto Club 0  X 5 Botafogo pela primeira fase da Copa do Brasil de Futebol de 2021. A estreia de Renata, na TV Globo, durante a Copa do Brasil de Futebol de 2022, durante a jogo entre Ceilândia Esporte Clube 0 x 3 Botafogo-RJ.